# Gannett

Ancien logo de Gannett.

Gannett Company, Inc. est un groupe de médias (holding) américain dont le siège social est situé à McLean en Virginie. La société fut créée en 1906 par Frank Gannett. Celui-ci gagne sa renommée et sa fortune en achetant les petits journaux indépendants et en les développant dans une grande chaîne de journaux.

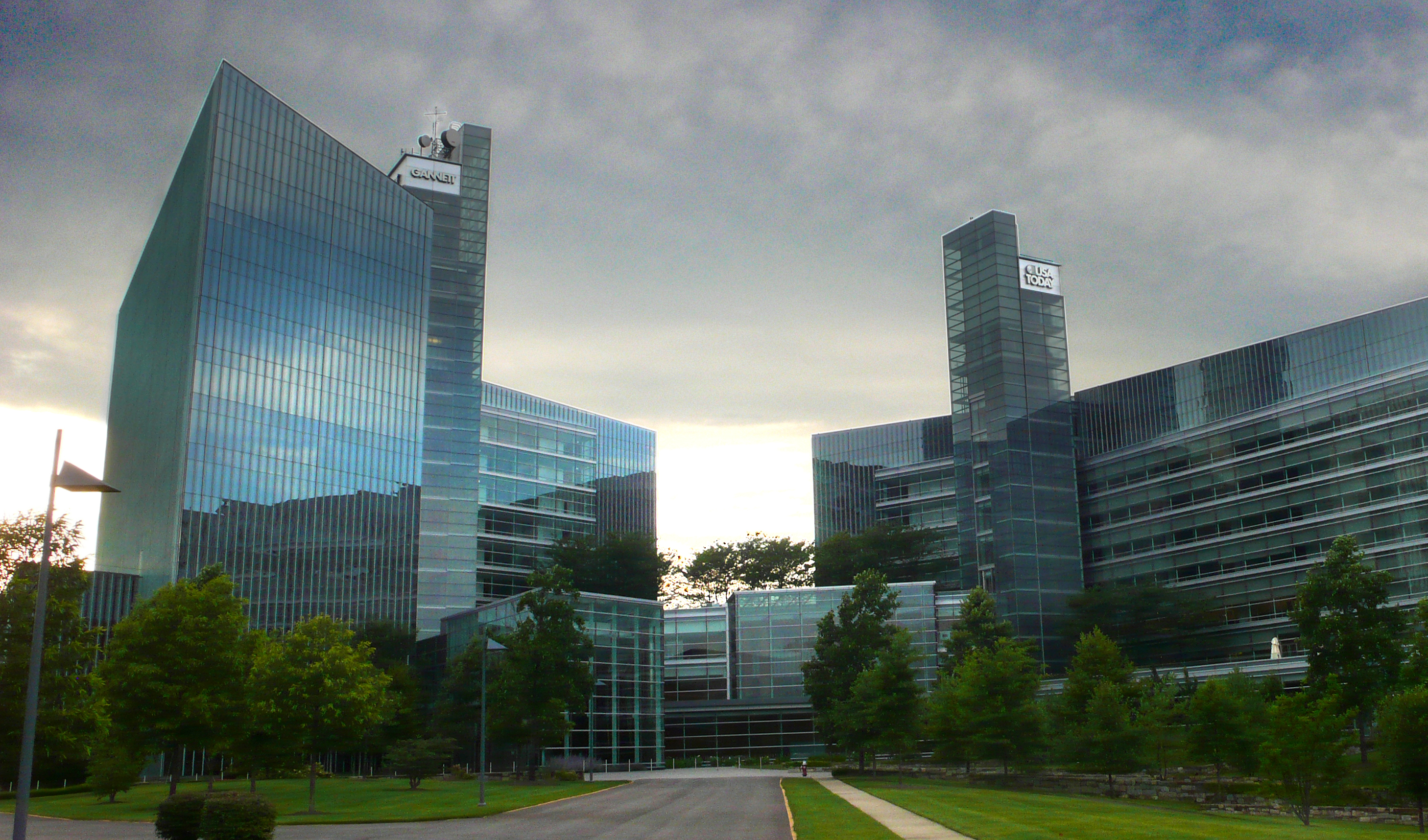
Le siège social de Gannett à Tysons Corner en Virginie.

L'entreprise possède une centaine de quotidiens, dont le quotidien à distribution nationale USA Today et une vingtaine de stations locales de télévision. L'entreprise a aussi des journaux locaux et régionaux en Grande-Bretagne. Gannett Corporation a un chiffre d'affaires de 5,4 milliards de dollars américains en 2010 avec des profits nets de $ 588,2 millions,.

## Histoire de l'entreprise
Gannett Corporation naît en 1906, lorsque Frank Gannett et ses associés achètent une participation dans le journal Elmira Gazette à Elmira, dans l'État de New York. À partir de cette petite entreprise, Gannett et ses associés s'élargissent progressivement avec l'achat d'un autre journal local et fusionnent les deux journaux pour former le Star Gazette. En 1912, Gannett achète le journal Ithaque, dans les environs d'Ithaca, dans l'État de New York.
En 1918, Frank Gannett et ses associés déménagent à Rochester où ils achètent deux journaux, les fusionnent pour créer le Rochester Times-Union. En 1923, Frank Gannett achète la participation de ses associés, et forme le groupe Gannett Corporation. À cette époque, l'entreprise se compose de six journaux situés dans quatre villes du nord de l'État de New York.
Au cours des vingt-cinq années suivantes, Gannett corporation s'élargit dans tout le Nord des États-Unis. L'entreprise devient une innovatrice majeure de la technologie de 1929, les salles de rédactions sont équipées de radio sur ondes courtes pour accélérer la collecte des nouvelles. Les presses d'imprimerie sont adaptées pour la couleur dès 1938. En 1947, la compagnie exploite vingt-et-un journaux et sept stations de radio.
Peu de temps avant la mort de Frank Gannett, en 1957, Paul Miller est élu président et chef de la direction de Gannett Corporation. C'est sous la direction de Miller, dans les années 1960, que l'entreprise cesse d'être un groupe de journaux régionaux pour se développer vers une base nationale. Avec trente-trois quotidiens et douze hebdomadaires, six stations de radio et deux stations de télévision, l'entreprise clôture les années 1960 avec son apparition comme Holding sur le New York Stock Exchange, en 1969. En 1971, Gannett Corporation fusionne avec Federated Publications, en 1977 c'est la fusion avec le groupe des journaux Speidel. En 1979, Gannett fusionne avec Combined Communications dans ce qui est alors la plus grande fusion dans l'industrie des médias aux États-Unis. Avec ces fusions est venue la possibilité de diversification. En 1979, Gannett détient soixante-dix-huit quotidiens dans trente-trois États américains, vingt-et-un journaux hebdomadaires, sept canaux locaux de télévision et quatorze stations de radio. Mais le défi majeur est la création d'un nouveau quotidien national. Le 15 septembre 1982 c'est la parution du USA Today. Le quotidien s'établit rapidement sur le marché national américain, en vendant plus de 1,3 million d'exemplaires par jour dans tous les États-Unis à la fin de 1983. En 2007, son tirage quotidien est d'environ 2,30 millions d'exemplaires, ce qui en fait le quotidien le plus vendu quotidiennement aux États-Unis.

### Années 1980-1990: tentative de diversification
En décembre 1986, Gannett achète les Laird International Studios, une parcelle de 17 acres (68 797 m2) comprenant 14 plateaux à Los Angeles, pour 24 millions d'USD et signe un partenariat avec le producteur Grant Tinker. Le partenariat s'arrête en 1990 mais entre-temps les studios renommés Culver Studios ont été loués pour des productions de Sony Hook ou la Revanche du capitaine Crochet (1991) et Bugsy (1991). Le 26 juin 1991, Sony au travers de Columbia Pictures achète les Culver Studios pour 80 millions d'USD.
En décembre 1995, Gannett acquiert Multimedia Inc, une corporation diversifiée de dix quotidiens, cinq stations de télévision, deux stations de radio et des systèmes de télévision par câble atteignant plus de 460 000 abonnés dans cinq États américains. La division câble a été vendue à Cox Communications en janvier 2000.
En 1996, Gannett rejoint Knight-Ridder et Landmark Communications en tant que partenaires pour mettre les journaux en ligne sur le net. En 2003, Gannett devient l'unique propriétaire de ce service du nom InfiNet.
En décembre 1997, Gannett vend ses dernières stations de radio à Media Evergreen.
Courant 1999, Gannett UK, une nouvelle filiale de Gannett, acquiert Newsquest, l'un des plus grands éditeurs de journaux régionaux en Angleterre. En juin 2000, Gannett UK met la main sur Newscom, le huitième plus grand éditeur de journaux régionaux avec 99 publications, dont quatre quotidiens anglais. En mars 2003, Newsquest achète SMG Publishing, ce qui ajoute au Holding Gannett trois journaux régionaux écossais The Herald, Sunday Herald et Evening Times.

### Années 2010 et scission
En juin 2013, Gannett acquiert pour 1,5 milliard de dollars Belo et ses 20 stations de télévisions. À noter que A. H. Belo regroupant les journaux de Belo et qui a été scindé de Belo en 2008 n'est pas concerné par l'opération.
En mai 2014, Gannett acquiert 6 stations de télévisions au Texas pour 215 millions de dollars
En août 2014, Gannett acquiert pour 1,8 milliard de dollars les 73 % qu'il ne possédait pas dans Cars.com. Le même jour, il annonce la scission de ses activités des journaux, dans une nouvelle entité qui portera le nom de Gannett, sans qu'aucune dette ne lui sera associé. Cette scission s'est réalisée en juin 2015, ses activités centrées sur le numérique et sur la télévision étant regroupées dans une entité appelée Tegna
En octobre 2015, Gannett, qui ne regroupe plus que des journaux dont USA Today, acquiert pour 280 millions de dollars Journal Media, issue de la fusion des journaux de E. W. Scripps Company et de Journal Communications.
En avril 2016, Gannett annonce avoir fait une offre non sollicitée de 815 millions de dollars sur Tribune Company, face au refus de ce dernier de coopérer, Ganette monte son offre à 864 millions de dollars. Cette opération est abandonnée en novembre 2016, en raison des mauvais résultats financiers de Gannett.
En janvier 2019, Gannett annonce être sujet d'une offre d'acquisition pour une valeur de 1,32 milliard de dollars de la part de MNG Enterprises, aussi connu sous le nom de Digital First Media, une entreprise spécialisée dans le rachat de journaux en difficulté. Après l'échec de cette tentative, en août 2019, Gannett annonce avoir reçu une offre de fusion avec GateHouse Media, valorisant Gannett à 1,4 milliard de dollars.

## Publications de l'entreprise

### Journaux

#### États-Unis
| - USA Today Alabama - The Montgomery Advertiser Arizona - The Arizona Republic, Phoenix - Tucson Citizen Arkansas - The Baxter Bulletin Californie - The Desert Sun, Palm Springs - The Salinas Californian - Tulare Advance-Register - Visalia Times-Delta Caroline du Nord - Asheville Citizen-Times Caroline du Sud - The Greenville News - Link (magazine) - The State Colorado - Fort Collins Coloradoan Connecticut - Norwich Bulletin Delaware - The News Journal, Wilmington - The Delaware Wave, Bethany Beach Floride - Florida Today, Brevard County - Fort Myers News-Press - Pensacola News Journal - Tallahassee Democrat - FSView & Florida Flambeau Guam - Pacific Daily News, Hagatna Hawaï - Honolulu Star-Advertiser Illinois - Rockford Register Star Indiana - The Indianapolis Star - Journal and Courier, Lafayette - Chronicle-Tribune, Marion - The Star Press, Muncie - Palladium-Item, Richmond Iowa - The Des Moines Register - Iowa City Press-Citizen | Kentucky - The Courier-Journal, Louisville Louisiane - The Town Talk, Alexandria - The Daily Advertiser, Lafayette - The News-Star, Monroe - Daily World, Opelousas - The Times, Shreveport Maryland - The Daily Times, Salisbury Michigan - Battle Creek Enquirer - Detroit Free Press - Lansing State Journal - Times Herald, Port Huron - Press & Argus, Livingston County Minnesota - St. Cloud Times Mississippi - Hattiesburg American - The Clarion-Ledger, Jackson Missouri - Springfield News-Leader, Springfield Montana - Great Falls Tribune Nevada - Reno Gazette-Journal New Jersey - Asbury Park Press - Courier News, Bridgewater - The Courier-Post, Cherry Hill - Home News Tribune, East Brunswick - Daily Record, Morristown - The Daily Journal, Vineland - Ocean County Observer, Toms River New York - Press & Sun-Bulletin, Binghamton - Star-Gazette, Elmira - The Ithaca Journal - Poughkeepsie Journal - Rochester Democrat and Chronicle - Observer-Dispatch, Utica - The Journal News, Westchester County | Ohio - Newspaper Network of Central Ohio - Telegraph-Forum, Bucyrus - Chillicothe Gazette - The Cincinnati Enquirer - Coshocton Tribune - The News-Messenger, Fremont - Lancaster Eagle-Gazette - News Journal, Mansfield - The Marion Star - The Advocate, Newark - News Herald, Port Clinton - Times Recorder, Zanesville Oregon - Statesman Journal, Salem Pennsylvanie - Public Opinion, Chambersburg Dakota du Sud - Argus Leader, Sioux Falls Tennessee - The Leaf-Chronicle, Clarksville - The Jackson Sun - The Daily News Journal, Murfreesboro - The Tennessean, Nashville Texas - El Paso Times Utah - The Spectrum, St. George Vermont - The Burlington Free Press Virginie - The News Leader, Staunton Virginie-Occidentale - The Herald Dispatch, Huntington Washington - The Bellingham Herald (vendu récemment) - The Olympian (vendu récemment), Olympia Wisconsin - The Post-Crescent, Appleton - The Reporter, Fond du Lac - The Green Bay News-Chronicle - Green Bay Press-Gazette - Herald Times Reporter, Manitowoc - Marshfield News-Herald - Oshkosh Northwestern, Oshkosh - The Sheboygan Press - Stevens Point Journal - Wausau Daily Herald - Wisconsin Rapids Daily Tribune, Wisconsin Rapids Divers - Army Times Publishing Company, une compagnie de publication éditant Army Times, Navy Times, Air Force Times, Marine Corps Times, Defense News et Federal Times. Nursing Spectrum - principalement des bimensuels pour l'emploi d'infirmiers. Inclus les titres Nurseweek. - Career builder- Un site web de recherche d'emploi. |

#### Royaume-Uni
- Newquest Media Group
  - 300 publications dont Evening Times, The Northern Echo, The Herald et South Wales Argus.

## Chaines de télévision
- WBIR-TV à Knoxville (Tennessee)
- WXIA-TV et WATL-TV à Atlanta (Géorgie)
- WUSA-TV à Washington
- KPNX à Phoenix
- WTSP à Tampa (Floride)
- KARE à Minneapolis-Saint Paul
- KUSA-TV et KTVD à Denver (Colorado)
- WKYC-TV à Cleveland (Ohio)
- KXTV à Sacramento (Californie)
- KSDK à Saint-Louis (Missouri)
- WZZM-TV à Grand Rapids (Michigan)
- WFMY-TV à Greensboro, Caroline du Nord
- WJXX et WTLV à Jacksonville, Floride
- WGRZ-TV à Buffalo
- KTHV-TV à Little Rock, Arkansas
- WLTX à Columbia, Caroline du Sud
- WMAZ-TV à Macon, Géorgie
- WCSH-TV à Portland, Maine
- WLBZ-TV à Bangor, Maine

## Direction de l'entreprise
Le président de Gannett et chef de la direction était Craig A. Dubow. Mais ce dernier démissionne le 6 octobre 2011 pour des raisons de santé. Gracia Martore lui succède,. Les autres membres de la haute direction sont:
| - Louis Boccardi - Charles Fruit | - Arthur H. Harper - John Jeffry Louis | - Marjorie Magner - Duncan M. McFarland | - Donna Shalala - Karen Hastie Williams |

## Éthique
En 1999, la Division des journaux de Gannett publie ses principes d'éthique et désire devenir un leader parmi les entreprises de presse aux États-Unis en établissant des lignes directrices détaillées sur l'éthique pour ses journaux. Gannett annonce la formation de Gannett Communities Fund. En 2006, ce programme est rebaptisé la Fondation Gannett.
Environ 42 458 soit 46 % des employés américains de Gannett sont des femmes. Les femmes constituent 40 % de tous les responsables et les gestionnaires de la corporation et 46 % des professionnels de l'entreprise. Les minorités représentent environ 24 % des employés américains de Gannett et 15 % des gestionnaires de l'entreprise. En 1979, Gannett institue le «Partners in Progress», un programme pour assurer un développement plus rapide des minorités et des femmes dans des rôles décisionnels au sein de l'entreprise. Depuis la mise en œuvre du Partners in Progress, Gannett a plusieurs femmes qui siègent à son conseil d'administration. Toutefois depuis 2008, Gannett est sous le feu des critiques pour avoir effectué des licenciements massifs parmi ses employés tout en récompensant ses hauts dirigeants avec des bonus alors que la société admet des revenus chancelants.

## Distinctions
Les journaux détenus par Gannett ont remporté 47 prix Pulitzer,. En 1988, Gannett reçoit un prix pour l'entreprise américaine ayant développé une conscience sociale ("America's Corporate Conscience Award") du Council on Economic Priorities pour ses pratiques d'emploi équitables et un prix Catalyst pour la meilleure entreprise américaine dans l'emploi et l'avancement des femmes.

### Note
- (en) Cet article est partiellement ou en totalité issu de l’article de Wikipédia en anglais intitulé « Gannett Company » (voir la liste des auteurs).